# Delphinium huangzhongense
Delphinium huangzhongense là một loài thực vật có hoa trong họ Mao lương. Loài này được W.T.Wang mô tả khoa học lần đầu tiên vào năm 1999.